# Campeonato Brasileiro de Futebol de 1978
O Campeonato Brasileiro de Futebol de 1978, originalmente denominado Copa Brasil pela CBD, foi a 23.ª edição do Campeonato Brasileiro. O campeão da competição foi o Guarani, que chegou ao título ao vencer nas finais o vice-campeão Palmeiras.
O campeonato brasileiro de 1978 foi, até aquela edição, o primeiro e único da principal divisão do País a ser vencido por um clube do interior de um estado, no caso da cidade paulista de Campinas. Apenas o Santos, do litoral de São Paulo, também foi campeão nacional do Brasil não pertencente a uma capital.
Reconhecido como um dos grandes clubes campeões da história do Campeonato Brasileiro, o Guarani de 1978 revelou o jovem atacante Careca, futuro ídolo da Seleção Brasileira na década de 1980. Contava também com outros grandes nomes no elenco, como Zé Carlos, Renato e Zenon, com Carlos Alberto Silva como técnico.

## Regulamento
Em ano de Copa do Mundo, a ditadura militar ampliou ainda mais o número de participantes do Campeonato Brasileiro, que passou a ser disputado por 74 clubes.
Pela quarta e última vez, uma vitória pôde valer dois ou três pontos, dependendo do escore. Mas, neste ano, o ponto extra só valeu para vitórias por diferenças de três ou mais gols. Pela primeira vez, as semifinais e finais foram disputadas em sistema de ida e volta, não mais em jogo único. E foi acrescentada uma fase de quartas de final, também em ida e volta.

## Participantes
| Equipe                 | Cidade                | Estado | Título(s)                                  |
| ---------------------- | --------------------- | ------ | ------------------------------------------ |
| ABC                    | Natal                 | RN     | 0 (não possui)                             |
| America                | Rio de Janeiro        | RJ     | 0 (não possui)                             |
| América de Natal       | Natal                 | RN     | 0 (não possui)                             |
| América Mineiro        | Belo Horizonte        | MG     | 0 (não possui)                             |
| América-SP             | São José do Rio Preto | SP     | 0 (não possui)                             |
| Americano              | Campos dos Goytacazes | RJ     | 0 (não possui)                             |
| Anapolina              | Anápolis              | GO     | 0 (não possui)                             |
| Atlético Mineiro       | Belo Horizonte        | MG     | 2 (1937, 1971)                             |
| Atlético Paranaense    | Curitiba              | PR     | 0 (não possui)                             |
| Bahia                  | Salvador              | BA     | 1 (1959)                                   |
| Bangu                  | Rio de Janeiro        | RJ     | 0 (não possui)                             |
| Botafogo               | Rio de Janeiro        | RJ     | 1 (1968)                                   |
| Botafogo-PB            | João Pessoa           | PB     | 0 (não possui)                             |
| Botafogo-SP            | Ribeirão Preto        | SP     | 0 (não possui)                             |
| Brasil de Pelotas      | Pelotas               | RS     | 0 (não possui)                             |
| Brasília               | Brasília              | DF     | 0 (não possui)                             |
| Campinense             | Campina Grande        | PB     | 0 (não possui)                             |
| Caxias                 | Caxias do Sul         | RS     | 0 (não possui)                             |
| Ceará                  | Fortaleza             | CE     | 0 (não possui)                             |
| Chapecoense            | Chapecó               | SC     | 0 (não possui)                             |
| Colorado               | Curitiba              | PR     | 0 (não possui)                             |
| Comercial              | Ribeirão Preto        | SP     | 0 (não possui)                             |
| Comercial-MS           | Campo Grande          | MT     | 0 (não possui)                             |
| Confiança              | Aracaju               | SE     | 0 (não possui)                             |
| Corinthians            | São Paulo             | SP     | 0 (não possui)                             |
| Coritiba               | Curitiba              | PR     | 0 (não possui)                             |
| CRB                    | Maceió                | AL     | 0 (não possui)                             |
| Cruzeiro               | Belo Horizonte        | MG     | 1 (1966)                                   |
| CSA                    | Maceió                | AL     | 0 (não possui)                             |
| Desportiva Ferroviária | Cariacica             | ES     | 0 (não possui)                             |
| Dom Bosco              | Cuiabá                | MT     | 0 (não possui)                             |
| Figueirense            | Florianópolis         | SC     | 0 (não possui)                             |
| Fast Clube             | Manaus                | AM     | 0 (não possui)                             |
| Flamengo               | Rio de Janeiro        | RJ     | 0 (não possui)                             |
| Flamengo-PI            | Teresina              | PI     | 0 (não possui)                             |
| Fluminense             | Rio de Janeiro        | RJ     | 1 (1970)                                   |
| Fortaleza              | Fortaleza             | CE     | 0 (não possui)                             |
| Goiás                  | Goiânia               | GO     | 0 (não possui)                             |
| Goytacaz               | Campos dos Goytacazes | RJ     | 0 (não possui)                             |
| Grêmio                 | Porto Alegre          | RS     | 0 (não possui)                             |
| Grêmio Maringá         | Maringá               | PR     | 0 (não possui)                             |
| Guarani                | Campinas              | SP     | 0 (não possui)                             |
| Internacional          | Porto Alegre          | RS     | 2 (1975, 1976)                             |
| Itabuna                | Itabuna               | BA     | 0 (não possui)                             |
| Joinville              | Joinville             | SC     | 0 (não possui)                             |
| Juventude              | Caxias do Sul         | RS     | 0 (não possui)                             |
| Londrina               | Londrina              | PR     | 0 (não possui)                             |
| Mixto                  | Cuiabá                | MT     | 0 (não possui)                             |
| Moto Club              | São Luís              | MA     | 0 (não possui)                             |
| Nacional-AM            | Manaus                | AM     | 0 (não possui)                             |
| Náutico                | Recife                | PE     | 0 (não possui)                             |
| Noroeste               | Bauru                 | SP     | 0 (não possui)                             |
| Operário-MS            | Campo Grande          | MT     | 0 (não possui)                             |
| Palmeiras              | São Paulo             | SP     | 6 (1960, 1967, 1967 RGP, 1969, 1972, 1973) |
| Paysandu               | Belém                 | PA     | 0 (não possui)                             |
| Ponte Preta            | Campinas              | SP     | 0 (não possui)                             |
| Portuguesa             | São Paulo             | SP     | 0 (não possui)                             |
| Remo                   | Belém                 | PA     | 0 (não possui)                             |
| Rio Branco-ES          | Vitória               | ES     | 0 (não possui)                             |
| River-PI               | Teresina              | PI     | 0 (não possui)                             |
| Sampaio Corrêa         | São Luís              | MA     | 0 (não possui)                             |
| Santa Cruz             | Recife                | PE     | 0 (não possui)                             |
| Santos                 | Santos                | SP     | 6 (1961, 1962, 1963, 1964, 1965, 1968 RGP) |
| São Paulo              | São Paulo             | SP     | 1 (1977)                                   |
| Sergipe                | Aracaju               | SE     | 0 (não possui)                             |
| Sport                  | Recife                | PE     | 0 (não possui)                             |
| Uberaba                | Uberaba               | MG     | 0 (não possui)                             |
| Uberlândia             | Uberlândia            | MG     | 0 (não possui)                             |
| Vasco da Gama          | Rio de Janeiro        | RJ     | 1 (1974)                                   |
| Vila Nova              | Goiânia               | GO     | 0 (não possui)                             |
| Villa Nova             | Nova Lima             | MG     | 0 (não possui)                             |
| Vitória                | Salvador              | BA     | 0 (não possui)                             |
| Volta Redonda          | Volta Redonda         | RJ     | 0 (não possui)                             |
| XV de Piracicaba       | Piracicaba            | SP     | 0 (não possui)                             |

## Fórmula de disputa
Primeira fase: Seis grupos, sendo dois com treze clubes, e quatro grupos com doze clubes e jogos em turno único. Classificam-se para a Segunda Fase os seis primeiros colocados de cada grupo. Os clubes restantes irão formar a repescagem.
Repescagem: Turno único, seis grupos, sendo quatro com seis clubes e dois com sete clubes, classificando-se para a Terceira Fase o clube campeão de cada grupo, e mais o clube que obteve a maior pontuação dentre todos os não classificados.
Segunda fase: Quatro grupos com nove clubes em cada. Turno único e classificando para a terceira fase os seis primeiros colocados de cada grupo mais o maior pontuador entre os não classificados.
Terceira fase: Quatro grupos com oito clubes em cada. Turno único e o campeão e o vice de cada grupo classificando-se para as quartas-de-final.
Quartas de final: Jogos de ida e volta, com os oito clubes separados em quatro duplas, classificando para as Semifinais os vencedores na soma de placares.
Semifinais: Jogos de ida e volta, com quatro clubes divididos em dois pares (partidas), classificando para a final os vencedores na soma de placares.
Final: Jogos de ida e volta. Tornando-se campeão aquele que, na soma de placares, obteve o melhor resultado.

## Primeira fase

### Grupo A
| Pos | Equipes             | Pts | J  | V | E | D | GP | GC | SG  |
| --- | ------------------- | --- | -- | - | - | - | -- | -- | --- |
| 1   | Internacional       | 21  | 12 | 8 | 2 | 2 | 26 | 11 | +15 |
| 2   | Grêmio              | 20  | 12 | 8 | 3 | 1 | 22 | 9  | +13 |
| 3   | Coritiba            | 17  | 12 | 7 | 3 | 2 | 16 | 9  | +7  |
| 4   | Caxias              | 15  | 12 | 5 | 5 | 2 | 13 | 9  | +4  |
| 5   | Juventude           | 14  | 12 | 4 | 5 | 3 | 12 | 10 | +2  |
| 6   | Joinville           | 13  | 12 | 3 | 7 | 2 | 11 | 10 | +1  |
| 7   | Londrina            | 12  | 12 | 5 | 1 | 6 | 17 | 16 | +1  |
| 8   | Grêmio Maringá      | 12  | 12 | 4 | 3 | 5 | 18 | 15 | +3  |
| 9   | Chapecoense         | 9   | 12 | 4 | 1 | 7 | 9  | 17 | -8  |
| 10  | Atlético Paranaense | 9   | 12 | 3 | 3 | 6 | 7  | 15 | -8  |
| 11  | Figueirense         | 9   | 12 | 2 | 5 | 5 | 12 | 17 | –5  |
| 12  | Colorado            | 8   | 12 | 4 | 0 | 4 | 7  | 15 | –8  |
| 13  | Brasil de Pelotas   | 4   | 12 | 1 | 2 | 9 | 6  | 23 | –17 |

### Grupo B
| Pos | Club             | J  | V | E | D | +  | -  | Pts | Nota       |
| 1   | Santa Cruz       | 12 | 8 | 4 | 0 | 24 | 6  | 23  | Vencedores |
| 2   | Cruzeiro         | 12 | 8 | 2 | 2 | 30 | 13 | 21  | Vencedores |
| 3   | Náutico          | 12 | 9 | 1 | 2 | 22 | 9  | 20  | Vencedores |
| 4   | Atlético Mineiro | 12 | 7 | 3 | 2 | 17 | 5  | 20  | Vencedores |
| 5   | Villa Nova       | 12 | 6 | 2 | 4 | 13 | 9  | 14  | Vencedores |
| 6   | Sport            | 12 | 5 | 4 | 3 | 13 | 7  | 14  | Vencedores |
| 7   | ABC              | 12 | 3 | 5 | 4 | 12 | 18 | 11  | Perdedores |
| 8   | América de Natal | 12 | 2 | 6 | 4 | 11 | 15 | 10  | Perdedores |
| 9   | Botafogo-PB      | 12 | 3 | 2 | 7 | 17 | 26 | 9   | Perdedores |
| 10  | Campinense       | 12 | 2 | 4 | 6 | 11 | 24 | 9   | Perdedores |
| 11  | Uberaba          | 12 | 1 | 5 | 6 | 7  | 14 | 7   | Perdedores |
| 12  | Uberlândia       | 12 | 2 | 2 | 8 | 11 | 28 | 6   | Perdedores |
| 13  | América Mineiro  | 12 | 1 | 2 | 9 | 10 | 24 | 5   | Perdedores |

### Grupo C
| Pos | Club                   | J  | V | E | D | +  | -  | Pts | Nota       |
| 1   | Corinthians            | 11 | 6 | 5 | 0 | 15 | 1  | 20  | Vencedores |
| 2   | Goiás                  | 11 | 6 | 3 | 2 | 13 | 5  | 16  | Vencedores |
| 3   | Mixto                  | 11 | 4 | 7 | 0 | 14 | 7  | 16  | Vencedores |
| 4   | Operário-MS            | 11 | 5 | 4 | 2 | 11 | 7  | 15  | Vencedores |
| 5   | Santos                 | 11 | 3 | 5 | 3 | 16 | 11 | 13  | Vencedores |
| 6   | Brasília               | 11 | 4 | 3 | 4 | 10 | 13 | 11  | Vencedores |
| 7   | Comercial-MS           | 11 | 2 | 7 | 2 | 9  | 10 | 11  | Perdedores |
| 8   | Vila Nova              | 11 | 3 | 3 | 5 | 9  | 12 | 10  | Perdedores |
| 9   | Desportiva Ferroviária | 11 | 2 | 5 | 4 | 5  | 9  | 9   | Perdedores |
| 10  | Dom Bosco              | 11 | 2 | 4 | 5 | 11 | 18 | 9   | Perdedores |
| 11  | Anapolina              | 11 | 1 | 5 | 5 | 7  | 12 | 7   | Perdedores |
| 12  | Rio Branco-ES          | 11 | 1 | 3 | 7 | 5  | 20 | 5   | Perdedores |

### Grupo D
| Pos | Club          | J  | V | E | D | +  | -  | Pts | Nota       |
| 1   | Vasco da Gama | 11 | 8 | 3 | 0 | 26 | 5  | 22  | Vencedores |
| 2   | Botafogo      | 11 | 7 | 4 | 0 | 16 | 3  | 20  | Vencedores |
| 3   | Bahia         | 11 | 6 | 3 | 2 | 17 | 7  | 16  | Vencedores |
| 4   | Ponte Preta   | 11 | 6 | 2 | 3 | 19 | 10 | 16  | Vencedores |
| 5   | Guarani       | 11 | 5 | 4 | 2 | 21 | 9  | 16  | Vencedores |
| 6   | Vitória       | 11 | 5 | 3 | 3 | 12 | 12 | 13  | Vencedores |
| 7   | CRB           | 11 | 4 | 4 | 3 | 16 | 12 | 12  | Perdedores |
| 8   | CSA           | 11 | 3 | 2 | 6 | 10 | 18 | 8   | Perdedores |
| 9   | Confiança     | 11 | 1 | 3 | 7 | 8  | 21 | 5   | Perdedores |
| 10  | Volta Redonda | 11 | 1 | 3 | 7 | 3  | 16 | 5   | Perdedores |
| 11  | Sergipe       | 11 | 1 | 3 | 7 | 5  | 20 | 5   | Perdedores |
| 12  | Itabuna       | 11 | 1 | 2 | 8 | 7  | 27 | 4   | Perdedores |

### Grupo E
| Pos | Club           | J  | V | E | D | +  | -  | Pts | Nota       |
| 1   | Palmeiras      | 11 | 6 | 4 | 1 | 20 | 4  | 19  | Vencedores |
| 2   | São Paulo      | 11 | 6 | 2 | 3 | 23 | 9  | 17  | Vencedores |
| 3   | Botafogo-SP    | 11 | 5 | 3 | 3 | 23 | 16 | 16  | Vencedores |
| 4   | Ceará          | 11 | 6 | 3 | 2 | 13 | 10 | 15  | Vencedores |
| 5   | América-SP     | 11 | 6 | 0 | 5 | 12 | 9  | 13  | Vencedores |
| 6   | Comercial      | 11 | 4 | 4 | 3 | 11 | 8  | 13  | Vencedores |
| 7   | Noroeste       | 11 | 4 | 3 | 4 | 9  | 11 | 11  | Perdedores |
| 8   | Fortaleza      | 11 | 3 | 4 | 4 | 10 | 10 | 11  | Perdedores |
| 9   | Moto Club      | 11 | 3 | 5 | 3 | 6  | 7  | 11  | Perdedores |
| 10  | River-PI       | 11 | 2 | 3 | 6 | 8  | 21 | 7   | Perdedores |
| 10  | Sampaio Corrêa | 11 | 2 | 3 | 6 | 8  | 21 | 7   | Perdedores |
| 12  | Flamengo-PI    | 11 | 0 | 4 | 7 | 2  | 19 | 4   | Perdedores |

### Grupo F
| Pos | Club             | J  | V  | E | D | +  | -  | Pts | Nota       |
| 1   | Flamengo         | 11 | 10 | 0 | 1 | 19 | 7  | 21  | Vencedores |
| 2   | Portuguesa       | 11 | 7  | 3 | 1 | 20 | 4  | 19  | Vencedores |
| 3   | Remo             | 11 | 6  | 2 | 3 | 15 | 4  | 16  | Vencedores |
| 4   | America          | 11 | 5  | 3 | 3 | 13 | 11 | 13  | Vencedores |
| 5   | Fluminense       | 11 | 5  | 2 | 4 | 9  | 9  | 12  | Vencedores |
| 6   | Goytacaz         | 11 | 4  | 3 | 4 | 8  | 8  | 12  | Vencedores |
| 7   | Americano        | 11 | 2  | 7 | 2 | 5  | 4  | 11  | Perdedores |
| 8   | Fast Clube       | 11 | 4  | 2 | 5 | 8  | 14 | 10  | Perdedores |
| 9   | Paysandu         | 11 | 2  | 5 | 4 | 6  | 11 | 9   | Perdedores |
| 10  | Bangu            | 11 | 3  | 0 | 8 | 10 | 20 | 7   | Perdedores |
| 11  | XV de Piracicaba | 11 | 1  | 4 | 6 | 9  | 16 | 6   | Perdedores |
| 12  | Nacional-AM      | 11 | 1  | 1 | 9 | 4  | 18 | 3   | Perdedores |

## Segunda fase

### Grupo A
| Pos | Club             | J | V | E | D | +  | -  | Pts | Nota          |
| 1   | Internacional    | 8 | 6 | 2 | 0 | 13 | 6  | 14  | Terceira fase |
| 2   | Cruzeiro         | 8 | 5 | 3 | 0 | 9  | 3  | 13  | Terceira fase |
| 3   | Palmeiras        | 8 | 3 | 3 | 2 | 5  | 5  | 9   | Terceira fase |
| 4   | Ponte Preta      | 8 | 2 | 3 | 3 | 7  | 7  | 7   | Terceira fase |
| 5   | Goytacaz         | 8 | 2 | 3 | 3 | 9  | 11 | 7   | Terceira fase |
| 6   | Vitória          | 8 | 2 | 3 | 3 | 4  | 7  | 7   | Terceira fase |
| 7   | Atlético Mineiro | 8 | 1 | 5 | 2 | 7  | 7  | 7   |               |
| 8   | América-SP       | 8 | 1 | 3 | 4 | 9  | 8  | 6   |               |
| 9   | Mixto            | 8 | 1 | 1 | 6 | 6  | 15 | 3   |               |

### Grupo B
| Pos | Club       | J | V | E | D | +  | -  | Pts | Nota          |
| 1   | Santa Cruz | 8 | 5 | 3 | 0 | 11 | 5  | 13  | Terceira fase |
| 2   | Goiás      | 8 | 4 | 1 | 3 | 13 | 9  | 11  | Terceira fase |
| 3   | Bahia      | 8 | 3 | 3 | 2 | 10 | 9  | 10  | Terceira fase |
| 4   | Grêmio     | 8 | 2 | 5 | 1 | 8  | 7  | 10  | Terceira fase |
| 5   | Fluminense | 8 | 3 | 3 | 2 | 7  | 6  | 9   | Terceira fase |
| 6   | Santos     | 8 | 2 | 3 | 3 | 6  | 8  | 8   | Terceira fase |
| 7   | Náutico    | 8 | 2 | 2 | 4 | 9  | 10 | 7   |               |
| 8   | Ceará      | 8 | 2 | 1 | 5 | 11 | 13 | 6   |               |
| 9   | Joinville  | 8 | 1 | 3 | 4 | 6  | 14 | 5   |               |

### Grupo C
| Pos | Club        | J | V | E | D | +  | -  | Pts | Nota          |
| 1   | Botafogo    | 8 | 5 | 3 | 0 | 15 | 5  | 15  | Terceira fase |
| 2   | Sport       | 8 | 3 | 3 | 2 | 12 | 6  | 11  | Terceira fase |
| 3   | Botafogo-SP | 8 | 4 | 1 | 3 | 10 | 7  | 10  | Terceira fase |
| 4   | Corinthians | 8 | 4 | 1 | 3 | 7  | 7  | 9   | Terceira fase |
| 5   | America     | 8 | 3 | 3 | 2 | 9  | 8  | 9   | Terceira fase |
| 6   | Operário-MS | 8 | 3 | 2 | 3 | 7  | 9  | 8   | Terceira fase |
| 7   | Flamengo    | 8 | 2 | 4 | 2 | 7  | 6  | 8   | Terceira fase |
| 8   | Juventude   | 8 | 1 | 2 | 5 | 6  | 17 | 4   |               |
| 9   | Comercial   | 8 | 0 | 3 | 5 | 3  | 11 | 3   |               |

### Grupo D
| Pos | Club          | J | V | E | D | +  | -  | Pts | Nota          |
| 1   | Vasco da Gama | 8 | 5 | 2 | 1 | 19 | 6  | 14  | Terceira fase |
| 2   | São Paulo     | 8 | 4 | 3 | 1 | 13 | 6  | 13  | Terceira fase |
| 3   | Portuguesa    | 8 | 5 | 2 | 1 | 15 | 9  | 12  | Terceira fase |
| 4   | Guarani       | 8 | 3 | 3 | 2 | 12 | 10 | 11  | Terceira fase |
| 5   | Caxias        | 8 | 3 | 2 | 3 | 11 | 9  | 10  | Terceira fase |
| 6   | Coritiba      | 8 | 3 | 2 | 3 | 8  | 8  | 9   | Terceira fase |
| 7   | Remo          | 8 | 3 | 1 | 4 | 12 | 16 | 8   |               |
| 8   | Villa Nova    | 8 | 2 | 0 | 6 | 6  | 17 | 5   |               |
| 9   | Brasília      | 8 | 0 | 1 | 7 | 1  | 16 | 1   |               |

### Grupo A
| Pos | Club                | J | V | E | D | +  | -  | Pts | Nota          |
| 1   | Londrina            | 6 | 5 | 1 | 0 | 11 | 4  | 11  | Terceira fase |
| 2   | Colorado            | 6 | 3 | 2 | 1 | 8  | 5  | 9   |               |
| 3   | Grêmio Maringá      | 6 | 3 | 1 | 2 | 11 | 7  | 8   | Terceira fase |
| 4   | Chapecoense         | 6 | 1 | 4 | 1 | 4  | 5  | 6   |               |
| 5   | Figueirense         | 6 | 2 | 1 | 3 | 6  | 6  | 5   |               |
| 6   | Brasil de Pelotas   | 6 | 1 | 1 | 4 | 5  | 13 | 3   |               |
| 7   | Atlético Paranaense | 6 | 0 | 2 | 4 | 3  | 8  | 2   |               |

### Grupo B
| Pos | Club             | J | V | E | D | +  | -  | Pts | Nota          |
| 1   | Botafogo-PB      | 6 | 4 | 2 | 0 | 10 | 2  | 11  | Terceira fase |
| 2   | ABC              | 6 | 2 | 4 | 0 | 7  | 4  | 8   |               |
| 3   | Uberaba          | 6 | 1 | 4 | 1 | 6  | 6  | 6   |               |
| 4   | Uberlândia       | 6 | 1 | 3 | 2 | 3  | 3  | 5   |               |
| 5   | América Mineiro  | 6 | 1 | 3 | 2 | 4  | 6  | 5   |               |
| 6   | Campinense       | 6 | 1 | 3 | 2 | 4  | 9  | 5   |               |
| 7   | América de Natal | 6 | 0 | 3 | 3 | 6  | 10 | 3   |               |

### Grupo C
| Pos | Clube                 | J | V | E | D | + | - | Pts | Nota          |
| 1   | Dom Bosco             | 5 | 3 | 1 | 1 | 8 | 4 | 8   | Terceira fase |
| 2   | Comercial             | 5 | 2 | 2 | 1 | 7 | 5 | 6   |               |
| 3   | Vila Nova             | 5 | 2 | 1 | 2 | 5 | 7 | 5   |               |
| 4   | Desportiva Ferroviáia | 5 | 2 | 0 | 3 | 5 | 6 | 4   |               |
| 5   | Rio Branco-ES         | 5 | 1 | 2 | 2 | 6 | 7 | 4   |               |
| 6   | Anapolina             | 5 | 1 | 2 | 2 | 4 | 6 | 4   |               |

### Grupo D
| Pos | Club          | J | V | E | D | + | -  | Pts | Nota          |
| 1   | Volta Redonda | 5 | 4 | 0 | 1 | 8 | 4  | 9   | Terceira fase |
| 2   | CRB           | 5 | 3 | 1 | 1 | 5 | 2  | 7   |               |
| 3   | Itabuna       | 5 | 2 | 1 | 2 | 6 | 3  | 6   |               |
| 4   | CSA           | 5 | 2 | 2 | 1 | 8 | 6  | 6   |               |
| 5   | Confiança     | 5 | 2 | 0 | 3 | 5 | 9  | 4   |               |
| 6   | Sergipe       | 5 | 0 | 0 | 5 | 2 | 10 | 0   |               |

### Grupo E
| Pos | Club           | J | V | E | D | + | - | Pts | Nota          |
| 1   | Noroeste       | 5 | 4 | 0 | 1 | 8 | 4 | 8   | Terceira fase |
| 2   | Fortaleza      | 5 | 3 | 1 | 1 | 7 | 4 | 7   |               |
| 3   | Flamengo-PI    | 5 | 3 | 0 | 2 | 5 | 4 | 6   |               |
| 4   | Sampaio Corrêa | 5 | 1 | 2 | 2 | 3 | 5 | 4   |               |
| 5   | Moto Club      | 5 | 1 | 1 | 3 | 4 | 7 | 3   |               |
| 6   | River          | 5 | 1 | 0 | 4 | 5 | 8 | 2   |               |

### Grupo F
| Pos | Club             | J | V | E | D | + | -  | Pts | Nota          |
| 1   | Americano        | 5 | 3 | 2 | 0 | 8 | 1  | 9   | Terceira fase |
| 2   | Bangu            | 5 | 3 | 2 | 0 | 9 | 3  | 9   |               |
| 3   | XV de Piracicaba | 5 | 2 | 1 | 2 | 7 | 6  | 6   |               |
| 4   | Paysandu         | 5 | 1 | 3 | 1 | 9 | 6  | 6   |               |
| 5   | Fast Clube       | 5 | 1 | 1 | 3 | 4 | 11 | 3   |               |
| 6   | Nacional-AM      | 5 | 0 | 1 | 4 | 1 | 11 | 1   |               |

## Terceira fase

### Grupo A
| Pos | Club          | J | V | E | D | +  | -  | Pts | Nota    |
| 1   | Guarani       | 7 | 6 | 1 | 0 | 12 | 2  | 15  | Quartas |
| 2   | Internacional | 7 | 6 | 0 | 1 | 12 | 5  | 14  | Quartas |
| 3   | Botafogo-SP   | 7 | 4 | 0 | 3 | 12 | 7  | 9   |         |
| 4   | Goiás         | 7 | 3 | 1 | 3 | 9  | 9  | 8   |         |
| 5   | Santos        | 7 | 2 | 2 | 3 | 10 | 6  | 8   |         |
| 6   | Botafogo-PB   | 7 | 2 | 1 | 4 | 6  | 10 | 5   |         |
| 7   | Londrina      | 7 | 1 | 1 | 5 | 4  | 13 | 3   |         |
| 8   | Goytacaz      | 7 | 1 | 0 | 6 | 3  | 16 | 2   |         |

### Grupo B
| Pos | Club          | J | V | E | D | +  | -  | Pts | Nota    |
| 1   | Santa Cruz    | 7 | 3 | 4 | 0 | 17 | 9  | 12  | Quartas |
| 2   | Sport         | 7 | 4 | 2 | 1 | 9  | 6  | 11  | Quartas |
| 3   | Ponte Preta   | 7 | 2 | 5 | 0 | 8  | 2  | 11  |         |
| 4   | Operário-MS   | 7 | 3 | 2 | 2 | 8  | 8  | 8   |         |
| 5   | Fluminense    | 7 | 2 | 3 | 2 | 7  | 5  | 8   |         |
| 6   | Portuguesa    | 7 | 2 | 3 | 2 | 6  | 5  | 7   |         |
| 7   | Dom Bosco     | 7 | 1 | 1 | 5 | 6  | 14 | 3   |         |
| 8   | Volta Redonda | 7 | 0 | 2 | 5 | 3  | 15 | 2   |         |

### Grupo C
| Pos | Club      | J | V | E | D | +  | -  | Pts | Nota    |
| 1   | Grêmio    | 7 | 6 | 1 | 0 | 18 | 3  | 16  | Quartas |
| 2   | Palmeiras | 7 | 2 | 4 | 1 | 11 | 5  | 10  | Quartas |
| 3   | Botafogo  | 7 | 3 | 3 | 1 | 9  | 8  | 9   |         |
| 4   | America   | 7 | 3 | 1 | 3 | 7  | 9  | 7   |         |
| 5   | Coritiba  | 7 | 2 | 3 | 2 | 5  | 6  | 7   |         |
| 6   | Flamengo  | 7 | 1 | 3 | 3 | 7  | 10 | 5   |         |
| 7   | Noroeste  | 7 | 1 | 2 | 4 | 4  | 16 | 4   |         |
| 8   | São Paulo | 7 | 0 | 3 | 4 | 6  | 10 | 3   |         |

### Grupo D
| Pos | Club           | J | V | E | D | +  | -  | Pts | Nota    |
| 1   | Bahia          | 7 | 5 | 1 | 1 | 14 | 3  | 13  | Quartas |
| 2   | Vasco da Gama  | 7 | 4 | 3 | 0 | 13 | 5  | 12  | Quartas |
| 3   | Caxias         | 7 | 3 | 3 | 1 | 11 | 5  | 10  |         |
| 4   | Corinthians    | 7 | 2 | 3 | 2 | 7  | 8  | 7   |         |
| 5   | Cruzeiro       | 7 | 1 | 5 | 1 | 5  | 5  | 7   |         |
| 6   | Americano      | 7 | 2 | 1 | 4 | 3  | 12 | 5   |         |
| 7   | Grêmio Maringá | 7 | 1 | 2 | 4 | 7  | 10 | 5   |         |
| 8   | Vitória        | 7 | 0 | 2 | 5 | 2  | 14 | 2   |         |

## Fase final
Em itálico, os times com mando de campo no primeiro jogo do confronto.
|  | Quartas de final | Quartas de final | Quartas de final | Quartas de final |               |               | Semifinais | Semifinais | Semifinais |  |           | Final | Final | Final |
|  |                  |                  |                  |                  |               |               |            |            |            |  |           |       |       |       |
|  | 1                | Internacional    | 1                | 2                |               |               |            |            |            |  |           |       |       |       |
|  | 8                | Santa Cruz       | 0                | 1                |               |               |            |            |            |  |           |       |       |       |
|  | 8                | Santa Cruz       | 0                | 1                |               | Internacional | 0          | 1          |            |  |           |       |       |       |
|  |                  |                  |                  |                  |               | Internacional | 0          | 1          |            |  |           |       |       |       |
|  |                  | Palmeiras        | 2                | 1                |               |               |            |            |            |  |           |       |       |       |
|  | 4                | Palmeiras        | 2                | 1                | Palmeiras     | 2             | 1          |            |            |  |           |       |       |       |
|  | 4                |                  |                  |                  | Palmeiras     | 2             | 1          |            |            |  |           |       |       |       |
|  | 5                | Bahia            | 1                | 1                |               |               |            |            |            |  |           |       |       |       |
|  | 5                | Bahia            | 1                | 1                |               |               |            |            |            |  | Palmeiras | 0     | 0     |       |
|  |                  |                  |                  |                  |               |               |            |            |            |  | Palmeiras | 0     | 0     |       |
|  |                  | Guarani          | 1                | 1                |               |               |            |            |            |  |           |       |       |       |
|  | 3                | Guarani          | 1                | 1                | Vasco da Gama | 1             | 1          |            |            |  |           |       |       |       |
|  | 3                |                  |                  |                  | Vasco da Gama | 1             | 1          |            |            |  |           |       |       |       |
|  | 6                | Grêmio           | 1                | 1                |               |               |            |            |            |  |           |       |       |       |
|  | 6                | Grêmio           | 1                | 1                |               | Vasco da Gama | 0          | 1          |            |  |           |       |       |       |
|  |                  |                  |                  |                  |               | Vasco da Gama | 0          | 1          |            |  |           |       |       |       |
|  |                  | Guarani          | 2                | 2                |               |               |            |            |            |  |           |       |       |       |
|  | 2                | Guarani          | 2                | 2                | Sport         | 0             | 0          |            |            |  |           |       |       |       |
|  | 2                |                  |                  |                  | Sport         | 0             | 0          |            |            |  |           |       |       |       |
|  | 7                | Guarani          | 2                | 4                |               |               |            |            |            |  |           |       |       |       |
|  | 7                | Guarani          | 2                | 4                |               |               |            |            |            |  |           |       |       |       |

## Quartas de Finais

### Jogos de Ida
| 26 de julho de 1978 | Internacional | 1 – 0 | Santa Cruz | Beira-Rio, Porto Alegre                 |
|                     | Jair 20'      |       |            | Público: 30 805 Árbitro: Oscar Scolfaro |

Internacional: Gasperin; Batista, Salomon, Beliato e Vanderlei; Caçapava, Jair e Falcão; Valdomiro, Bill (Peri) e Chico Spina. Técnico: Cláudio Duarte
Santa Cruz: Joel Mendes; Carlos Alberto, Paranhos, Alfredo e Pedrinho; Givanildo, Carrasco e Betinho; Fumanchu, Nunes e Joãozinho. Técnico: Evaristo de Macedo
| 26 de julho de 1978 | Palmeiras        | 2 – 1 | Bahia       | Morumbi, São Paulo                        |
|                     | Toninho 16', 53' |       | Beijoca 71' | Público: 46 745 Árbitro: Valquir Pimentel |

Palmeiras: Leão, Rosemiro, Beto Fuscão, Alfredo Mostarda e Pedrinho Vicençote; Pires, Toninho Vanusa (Jair Gonçalves) e Jorge Mendonça; Sílvio, Toninho e Escurinho (Nei). Técnico: Jorge Vieira
Bahia: Luís Antônio, Edmílson, Zé Augusto, Sapatão e Ricardo Longhi; Baiaco, Alberto (Dil) e Douglas; Washington Luís, Beijoca e Jésum. Técnico: Zezé Moreira
| 27 de julho de 1978 | Vasco da Gama | 1 – 1 | Grêmio    | Maracanã, Rio de Janeiro                            |
|                     | Guina 8'      |       | André 14' | Público: 84 327 Árbitro: Emídio Marques de Mesquita |

Vasco: Mazarópi; Orlando, Abel (Fernando), Gaúcho e Marco Antônio; Zé Mario, Zanata (Paulo Roberto) e Dirceu; Guina, Roberto e Paulinho. Técnico: Orlando Fantoni
Grêmio: Corbo; Vilson, Oberdã, Vicente e Ladinho; Vitor Hungo. Tadeu (Valderez) e Iura (Éder); Tarciso, André e Renato Sá. Técnico: Telê Santana
| 27 de julho de 1978 | Sport | 0 – 2 | Guarani                 | Ilha do Retiro, Recife                     |
|                     |       |       | Zenon 19' · Capitão 76' | Público: 18 518 Árbitro: Luís Carlos Félix |

Sport: Gilberto; Cardoso, Assis Belém, Djalma e Nivaldo (Ricardo), Biro Biro, Assis Paraíba e Mauro, Hamilton, Totonho (Roberto) e Miltão. Técnico: Hilton Chaves
Guarani: Neneca; Mauro, Gomes, Edson (Silveira) e Miranda; Zé Carlos, Renato e Zenon; Capitãom Adriano (Manguinha e Macedo. Técnico: Carlos Alberto Silva

### Jogos de Volta
| 30 de julho de 1978 | Santa Cruz | 1 – 2 | Internacional | Arruda, Recife                            |
|                     | Nunes 5'   |       | Bill 47', 89' | Público: 39 647 Árbitro: Valquir Pimentel |

Santa Cruz: Joel Mendes; Carlos Alberto, Paranhos, Alfredo e Pedrinho; Givanildo, Carrasco e Betinho; Fumanchu, Nunes e Joãozinho. Técnico: Evaristo de Macedo
Internacional: Gasperin; Batista, Salomon, Beliato e Vanderlei; Caçapava, Falcão e Jair Valdomiro, Bill (Peri) e Chico Espina. Técnico: Cláudio Duarte
| 30 de julho de 1978 | Bahia       | 1 – 1 | Palmeiras   | Fonte Nova, Salvador                         |
|                     | Douglas 59' |       | Toninho 24' | Público: 80 000 Árbitro: José Roberto Wright |

Bahia: Luís Antônio; Toninho, Zé Augusto, Sapatão e Ricardo Longhi; Baiaco, Alberto (Dil) e Douglas; Washington Luís, Beijoca (Freitas) e Jésum. Técnico: Zezé Moreira			 						
Palmeiras: Leão, Rosemiro, Beto Fuscão, Alfredo Mostarda e Pedrinho Vicençote; Pires, Toninho Vanusa e Jorge Mendonça (Ivo Wortmann); Sílvio, Toninho (Marinho Peres) e Escurinho. Técnico: Jorge Vieira
| 30 de julho de 1978 | Grêmio            | 1 – 1 | Vasco da Gama | Olímpico, Porto Alegre                        |
|                     | Tarciso 38' (pen) |       | Roberto 19'   | Público: 57 965 Árbitro: José de Assis Aragão |

Grêmio: Corbo; Vilson, Ancheta (Valerez), Vicente e Ladinho; Vitor Hugo, Tadeu Ricci (Oberdã) e Iura, Tarcisom André e Rebato Sá. Técnico: Telê Santana
Vasco: Mazarópi; Orlando, Fernando, Gaúcho e Marco Antônio; Zé Mário (Helinho), Zanata e Direceu; Guina, Roberto e Paulinho (Paulo Roberto). Técnico: Orlando Fantoni
| 30 de julho de 1978 | Guarani                                     | 4 – 0 | Sport | Brinco de Ouro, Campinas                      |
|                     | Miranda 10' · Capitão 52', 63' · Renato 80' |       |       | Público: 18 216 Árbitro: Arnaldo César Coelho |

Guarani: Neneca; Mauro, Silveiram Edson e Miranda; Zé Carlos (Marquinhos), Zenon e Renato; Capitão, Careca e Bozó (Macedo). Técnico: Carlos Alberto Silva
Sport: Gilberto; Cardoso, Assis Belém (Cabrera), Djalma e Nivaldo; Biro-Biro, Mauro e Assis Paraíba; Hamilton Rocha (Totonho), Miltão e Pita. Técnico: Hilton Chaves

## Semifinais

### Jogos de Ida
| 2 de agosto de 1978 | Guarani                        | 2 – 0 | Vasco da Gama | Brinco de Ouro, Campinas                      |
|                     | Orlando 20' (g.c) · Renato 54' |       |               | Público: 30 092 Árbitro: Manoel Amaro de Lima |

Guarani: Neneca, Mauro Campos, Silveira (Alexandre), Édson e Miranda; Zé Carlos, Renato e Zenon; Capitão, Careca e Bozó (Manguinha). Técnico: Carlos Alberto Silva.			 			
Vasco da Gama: Mazarópi, Orlando, Fernando, Gaúcho e Marco Antônio; Helinho, Zanata (Zandonaide) e Paulo Roberto; Wilsinho (Paulo César), Paulinho e Dirceu. Técnico: Orlando Fantoni.
| 2 de agosto de 1978 | Palmeiras        | 2 – 0 | Internacional | Morumbi, São Paulo                            |
|                     | Toninho 16', 81' |       |               | Público: 59 495 Árbitro: José de Assis Aragão |

Palmeiras: Leão; Rosemiro, Beto Fuscão (Marinho Peres), Alfredo Mostarda e Pedrinho Vicençote; Pires, Toninho Vanusa e Jorge Mendonça; Sílvio, Toninho e Escurinho (Nei). Técnico: Jorge Vieira.	 						
Internacional: Gasperin; Batista, Salomón, Beliato e Vanderlei; Caçapava, Falcão e Jair; Valdomiro, Bill e Peri (Anchieta). Técnico: Cláudio Duarte.

### Jogos de Volta
| 6 de agosto de 1978 | Vasco da Gama | 1 – 2 | Guarani       | Maracanã, Rio de Janeiro                         |
|                     | Dirceu 81'    |       | Zenon 7', 66' | Público: 101 541 Árbitro: Maurílio José Santiago |

Vasco da Gama: Mazarópi; Orlando, Geraldo, Gaúcho e Marco Antônio; Helinho, Zanata (Wilsinho) e Guina; Paulinho (Ramon), Roberto Dinamite e Dirceu. Técnico: Orlando Fantoni.		 			
Guarani: Neneca; Alexandre, Gomes, Mauro Campos e Miranda; Zé Carlos, Renato e Zenon; Capitão, Careca (Adriano) e Bozó (Macedo). Técnico: Carlos Alberto Silva.
| 6 de agosto de 1978 | Internacional   | 1 – 1 | Palmeiras          | Beira-Rio, Porto Alegre                  |
|                     | Chico Spina 19' |       | Jorge Mendonça 86' | Público: 56 611 Árbitro: Valquir Pimente |

Internacional: Gasperin; Batista, Salomón, Beliato e Vanderlei; Caçapava, Falcão e Jair; Valdomiro, Bill e Chico Spina (Lúcio). Técnico: Cláudio Duarte.
Palmeiras: Leão; Rosemiro, Beto Fuscão (Marinho Peres), Alfredo Mostarda e Pedrinho Vicençote; Pires, Toninho Vanusa e Jorge Mendonça; Sílvio, Toninho e Nei (Escurinho). Técnico: Jorge Vieira.

## Finais
1º jogo
| 10 de agosto de 1978 | Palmeiras | 0 – 1 | Guarani          | Morumbi, São Paulo                                               |
|                      |           |       | Zenon 76' (pen.) | Público: 104 526 (99,829 pagantes) Árbitro: Arnaldo Cezar Coelho |

Palmeiras: Leão; Rosemiro, Alfredo Mostarda, Marinho Peres (Zé Mário) e Pedrinho; Jair Gonçalves, Toninho Vanuza e Jorge Mendonça; Sílvio (Escurinho), Toninho Catarinense e Nei. Técnico: Jorge Vieira.
Guarani: Neneca; Mauro Cabeção, Gomes, Édson e Miranda; Zé Carlos, Renato e Zenon; Capitão, Careca e Bozó (Adriano). Técnico: Carlos Alberto Silva.
2º jogo
| 13 de agosto de 1978 | Guarani    | 1 – 0 | Palmeiras | Brinco de Ouro, Campinas                                          |
|                      | Careca 36' |       |           | Público: 27 086 Renda: Cr$ 1.706.280 Árbitro: José Roberto Wright |

Guarani: Neneca; Mauro Cabeção, Gomes, Édson e Miranda; Zé Carlos, Manguinha e Renato; Capitão, Careca e Bozó (Adriano). Técnico: Carlos Alberto Silva.
Palmeiras: Gilmar; Rosemiro, Beto Fuscão (Jair Gonçalves), Alfredo Mostarda e Pedrinho; Ivo, Toninho Vanuza e Jorge Mendonça; Sílvio, Escurinho e Nei. Técnico: Jorge Vieira.

## Premiação
| Campeonato Brasileiro de Futebol de 1978  |
| São Paulo                                 |
| ----------------------------------------- |
| Guarani Futebol Clube Campeão (1° título) |

## Classificação final
| Tabela de classificação | Tabela de classificação | Tabela de classificação | Tabela de classificação | Tabela de classificação | Tabela de classificação | Tabela de classificação | Tabela de classificação | Tabela de classificação | Tabela de classificação | Tabela de classificação |                             |
| Time                    | Time                    | PG                      | J                       | V                       | E                       | D                       | PE                      | GP                      | GC                      | SG                      |                             |
| ----------------------- | ----------------------- | ----------------------- | ----------------------- | ----------------------- | ----------------------- | ----------------------- | ----------------------- | ----------------------- | ----------------------- | ----------------------- | --------------------------- |
| 1°                      | Guarani                 | 55                      | 32                      | 20                      | 8                       | 4                       | 6                       | 57                      | 22                      | 35                      | disputaram a final          |
| 2°                      | Palmeiras               | 44                      | 32                      | 13                      | 13                      | 6                       | 5                       | 42                      | 19                      | 23                      |                             |
| 3°                      | Internacional           | 54                      | 31                      | 22                      | 5                       | 4                       | 4                       | 55                      | 26                      | 29                      | eliminados nas semifinais   |
| 4°                      | Vasco da Gama           | 50                      | 30                      | 17                      | 10                      | 3                       | 6                       | 61                      | 22                      | 39                      |                             |
| 5°                      | Santa Cruz              | 48                      | 29                      | 16                      | 11                      | 2                       | 5                       | 53                      | 23                      | 30                      | eliminados nas 4as de final |
| 6°                      | Grêmio                  | 48                      | 29                      | 16                      | 11                      | 2                       | 5                       | 50                      | 21                      | 29                      |                             |
| 7°                      | Bahia                   | 40                      | 28                      | 14                      | 8                       | 6                       | 4                       | 43                      | 22                      | 21                      |                             |
| 8°                      | Sport                   | 36                      | 29                      | 12                      | 9                       | 8                       | 3                       | 34                      | 25                      | 9                       |                             |
| 9°                      | Botafogo                | 44                      | 26                      | 15                      | 10                      | 1                       | 4                       | 40                      | 16                      | 24                      | eliminados na 3a fase       |
| 10°                     | Cruzeiro                | 41                      | 27                      | 14                      | 10                      | 3                       | 3                       | 44                      | 21                      | 23                      |                             |
| 11°                     | Portuguesa              | 38                      | 26                      | 14                      | 8                       | 4                       | 2                       | 41                      | 18                      | 23                      |                             |
| 12°                     | Corinthians             | 36                      | 26                      | 12                      | 9                       | 5                       | 3                       | 29                      | 16                      | 13                      |                             |
| 13°                     | Botafogo-SP             | 35                      | 26                      | 13                      | 4                       | 9                       | 5                       | 45                      | 30                      | 15                      |                             |
| 14°                     | Goiás                   | 35                      | 26                      | 13                      | 5                       | 8                       | 4                       | 35                      | 23                      | 12                      |                             |
| 15°                     | Caxias                  | 35                      | 27                      | 11                      | 10                      | 6                       | 3                       | 35                      | 23                      | 12                      |                             |
| 16°                     | Flamengo                | 34                      | 26                      | 13                      | 7                       | 6                       | 1                       | 33                      | 23                      | 10                      |                             |
| 17°                     | Ponte Preta             | 34                      | 26                      | 10                      | 10                      | 6                       | 4                       | 34                      | 19                      | 15                      |                             |
| 18°                     | Coritiba                | 33                      | 27                      | 12                      | 8                       | 7                       | 1                       | 29                      | 23                      | 6                       |                             |
| 19°                     | São Paulo               | 33                      | 26                      | 10                      | 8                       | 8                       | 5                       | 42                      | 25                      | 17                      |                             |
| 20°                     | Operário-MS             | 31                      | 26                      | 11                      | 8                       | 7                       | 1                       | 26                      | 24                      | 2                       |                             |
| 21°                     | America                 | 29                      | 26                      | 11                      | 7                       | 8                       | 0                       | 29                      | 28                      | 1                       |                             |
| 22°                     | Fluminense              | 29                      | 26                      | 10                      | 8                       | 8                       | 1                       | 23                      | 20                      | 3                       |                             |
| 23°                     | Santos                  | 29                      | 26                      | 7                       | 10                      | 9                       | 5                       | 32                      | 25                      | 7                       |                             |
| 24°                     | Londrina                | 26                      | 25                      | 11                      | 3                       | 11                      | 1                       | 32                      | 33                      | -1                      |                             |
| 25°                     | Botafogo-PB             | 25                      | 25                      | 9                       | 5                       | 11                      | 2                       | 33                      | 38                      | -5                      |                             |
| 26°                     | Grêmio Maringá          | 25                      | 25                      | 8                       | 6                       | 11                      | 3                       | 36                      | 32                      | 4                       |                             |
| 27°                     | Americano               | 25                      | 23                      | 7                       | 10                      | 6                       | 1                       | 16                      | 17                      | -1                      |                             |
| 28°                     | Noroeste                | 23                      | 23                      | 9                       | 5                       | 9                       | 0                       | 21                      | 31                      | -10                     |                             |
| 29°                     | Vitória                 | 22                      | 26                      | 7                       | 8                       | 11                      | 0                       | 18                      | 33                      | -15                     |                             |
| 30°                     | Goytacaz                | 21                      | 26                      | 7                       | 6                       | 13                      | 1                       | 20                      | 35                      | -15                     |                             |
| 31°                     | Dom Bosco               | 20                      | 23                      | 6                       | 6                       | 11                      | 2                       | 25                      | 36                      | -11                     |                             |
| 32°                     | Volta Redonda           | 16                      | 23                      | 5                       | 5                       | 13                      | 1                       | 14                      | 35                      | -21                     |                             |
| 33°                     | Náutico                 | 27                      | 20                      | 11                      | 3                       | 6                       | 2                       | 31                      | 19                      | 12                      | eliminados na 2a fase       |
| 34°                     | Atlético Mineiro        | 27                      | 20                      | 8                       | 8                       | 4                       | 3                       | 24                      | 12                      | 12                      |                             |
| 35°                     | Remo                    | 24                      | 19                      | 9                       | 3                       | 7                       | 3                       | 27                      | 20                      | 7                       |                             |
| 36°                     | Ceará                   | 21                      | 19                      | 8                       | 4                       | 7                       | 1                       | 24                      | 23                      | 1                       |                             |
| 37°                     | Villa Nova              | 19                      | 20                      | 8                       | 2                       | 10                      | 1                       | 19                      | 26                      | -7                      |                             |
| 38°                     | América-SP              | 19                      | 19                      | 7                       | 3                       | 9                       | 2                       | 21                      | 17                      | 4                       |                             |
| 39°                     | Mixto                   | 19                      | 19                      | 5                       | 8                       | 6                       | 1                       | 20                      | 22                      | -2                      |                             |
| 40°                     | Juventude               | 18                      | 20                      | 5                       | 7                       | 8                       | 1                       | 18                      | 27                      | -9                      |                             |
| 41°                     | Joinville               | 18                      | 20                      | 4                       | 10                      | 6                       | 0                       | 17                      | 24                      | -7                      |                             |
| 42°                     | Comercial               | 16                      | 19                      | 4                       | 7                       | 8                       | 1                       | 14                      | 19                      | -5                      |                             |
| 43º                     | Brasília                | 12                      | 19                      | 4                       | 4                       | 11                      | 0                       | 11                      | 29                      | -18                     |                             |
| 44º                     | CRB                     | 19                      | 16                      | 7                       | 5                       | 4                       | 0                       | 21                      | 14                      | 7                       | eliminados na repescagem    |
| 45º                     | ABC                     | 19                      | 18                      | 5                       | 9                       | 4                       | 0                       | 19                      | 22                      | -3                      |                             |
| 46º                     | Fortaleza               | 18                      | 16                      | 6                       | 5                       | 5                       | 1                       | 17                      | 14                      | 3                       |                             |
| 47º                     | Colorado                | 17                      | 18                      | 7                       | 2                       | 9                       | 1                       | 15                      | 20                      | -5                      |                             |
| 48º                     | Comercial-MS            | 17                      | 16                      | 4                       | 9                       | 3                       | 0                       | 16                      | 15                      | 1                       |                             |
| 49º                     | Bangu                   | 16                      | 16                      | 6                       | 2                       | 8                       | 2                       | 19                      | 23                      | -4                      |                             |
| 50º                     | Vila Nova               | 15                      | 16                      | 5                       | 4                       | 7                       | 1                       | 14                      | 19                      | -5                      |                             |
| 51º                     | Chapecoense             | 15                      | 18                      | 5                       | 5                       | 8                       | 0                       | 13                      | 22                      | -9                      |                             |
| 52º                     | Paysandu                | 15                      | 16                      | 3                       | 8                       | 5                       | 1                       | 15                      | 17                      | -2                      |                             |
| 53º                     | CSA                     | 14                      | 16                      | 5                       | 4                       | 7                       | 0                       | 18                      | 24                      | -6                      |                             |
| 54º                     | Moto Club               | 14                      | 16                      | 4                       | 6                       | 6                       | 0                       | 10                      | 14                      | -4                      |                             |
| 55º                     | Figueirense             | 14                      | 18                      | 4                       | 6                       | 8                       | 0                       | 18                      | 23                      | -5                      |                             |
| 56º                     | Campinense              | 14                      | 18                      | 3                       | 7                       | 8                       | 1                       | 15                      | 33                      | -18                     |                             |
| 57º                     | Fast Clube              | 13                      | 16                      | 5                       | 3                       | 8                       | 0                       | 12                      | 25                      | -13                     |                             |
| 58º                     | Desportiva Ferroviária  | 13                      | 16                      | 4                       | 5                       | 7                       | 0                       | 10                      | 15                      | -5                      |                             |
| 59º                     | Uberaba                 | 13                      | 18                      | 2                       | 9                       | 7                       | 0                       | 13                      | 20                      | -7                      |                             |
| 60º                     | América de Natal        | 13                      | 18                      | 2                       | 9                       | 7                       | 0                       | 17                      | 25                      | -8                      |                             |
| 61º                     | XV de Piracicaba        | 12                      | 16                      | 3                       | 5                       | 8                       | 1                       | 16                      | 22                      | -6                      |                             |
| 62º                     | Atlético Paranaense     | 11                      | 18                      | 3                       | 5                       | 10                      | 0                       | 10                      | 23                      | -13                     |                             |
| 63º                     | Sampaio Corrêa          | 11                      | 16                      | 3                       | 5                       | 8                       | 0                       | 11                      | 26                      | -15                     |                             |
| 64º                     | Uberlândia              | 11                      | 18                      | 3                       | 5                       | 10                      | 0                       | 14                      | 31                      | -17                     |                             |
| 65º                     | Anapolina               | 11                      | 16                      | 2                       | 7                       | 7                       | 0                       | 11                      | 18                      | -7                      |                             |
| 66º                     | Flamengo-PI             | 10                      | 16                      | 3                       | 4                       | 9                       | 0                       | 7                       | 23                      | -16                     |                             |
| 67º                     | Itabuna                 | 10                      | 16                      | 3                       | 3                       | 10                      | 1                       | 13                      | 30                      | -17                     |                             |
| 68º                     | América Mineiro         | 10                      | 18                      | 2                       | 5                       | 11                      | 1                       | 14                      | 30                      | -16                     |                             |
| 69º                     | Ríver                   | 9                       | 16                      | 3                       | 3                       | 10                      | 0                       | 13                      | 29                      | -16                     |                             |
| 70º                     | Confiança               | 9                       | 16                      | 3                       | 3                       | 10                      | 0                       | 13                      | 30                      | -17                     |                             |
| 71º                     | Rio Branco-ES           | 9                       | 16                      | 2                       | 5                       | 9                       | 0                       | 11                      | 27                      | -16                     |                             |
| 72º                     | Brasil de Pelotas       | 7                       | 18                      | 2                       | 3                       | 13                      | 0                       | 11                      | 36                      | -25                     |                             |
| 73º                     | Sergipe                 | 5                       | 16                      | 1                       | 3                       | 12                      | 0                       | 7                       | 30                      | -23                     |                             |
| 74º                     | Nacional-AM             | 4                       | 16                      | 1                       | 2                       | 13                      | 0                       | 5                       | 29                      | -24                     |                             |

- PE: pontos extras, obtidos cada vez que uma equipe vencia uma partida por três ou mais gols de diferença (até a terceira fase).

## Maiores públicos
- Aonde não consta informação sobre público pagante e presente, a referência é aos pagantes.

1. Palmeiras 0-1 Guarani, 104.526, 10 de agosto de 1978, Morumbi [99.829p].
2. Vasco 1-2 Guarani, 101.541, 6 de agosto de 1978, Maracanã.

## Artilheiros
1. Paulinho (Vasco da Gama), 19 gols
2. Toninho Catarinense (Palmeiras), 17 gols

### Bola de Pratade 1978
Os melhores jogadores do campeonato em suas posições, eleitos pela revista Placar:
 Manga (Operário-MS)
  Rosemiro (Palmeiras) •  Rondinelli (Flamengo) •  Deodoro (Coritiba) •  Odirlei (Ponte Preta) 
  Falcão  (Internacional) •  Caçapava (Internacional) •  Adílio (Flamengo)
  Tarciso (Grêmio) •  Paulinho (Vasco da Gama) •  Jésum (Bahia)

Artilheiro:  Paulinho (Vasco da Gama)
| Vencedor da Bola de Ouro

## Campanha do Campeão
| Nº Jogo | Data       | Jogo                          | Fase             |
| ------- | ---------- | ----------------------------- | ---------------- |
| 1       | 26/03/1978 | Guarani 1 x 3 Vasco da Gama   | Primeira fase    |
| 2       | 30/03/1978 | Guarani 2 X 1 Bahia           | Primeira fase    |
| 3       | 06/04/1978 | Guarani 2 X 0 CSA             | Primeira fase    |
| 4       | 09/04/1978 | Vitória 0 X 0 Guarani         | Primeira fase    |
| 5       | 12/04/1978 | CRB 1 X 1 Guarani             | Primeira fase    |
| 6       | 16/04/1978 | Sergipe 0 X 0 Guarani         | Primeira fase    |
| 7       | 20/04/1978 | Guarani 5 X 0 Confiança       | Primeira fase    |
| 8       | 23/04/1978 | Guarani 2 X 1 Ponte Preta     | Primeira fase    |
| 9       | 30/04/1978 | Guarani 7 X 0 Itabuna         | Primeira fase    |
| 10      | 11/05/1978 | Volta Redonda 2 X 0 Guarani   | Primeira fase    |
| 11      | 14/05/1978 | Botafogo 1 X 1 Guarani        | Primeira fase    |
| 12      | 21/05/1978 | Guarani 1 X 1 São Paulo       | Segunda Fase     |
| 13      | 24/05/1978 | Brasília 0 X 3 Guarani        | Segunda Fase     |
| 14      | 28/05/1978 | Remo 5 X 1 Guarani            | Segunda Fase     |
| 15      | 04/06/1978 | Guarani 3 X 0 Caxias          | Segunda Fase     |
| 16      | 07/06/1978 | Vasco 2 X 2 Guarani           | Segunda Fase     |
| 17      | 13/06/1978 | Portuguesa 2 X 0 Guarani      | Segunda Fase     |
| 18      | 20/06/1978 | Guarani 0 X 0 Coritiba        | Segunda Fase     |
| 19      | 24/06/1978 | Guarani 2 X 0 Villa Nova (MG) | Segunda Fase     |
| 20      | 02/07/1978 | Internacional 0 X 3 Guarani   | Terceira Fase    |
| 21      | 05/07/1978 | Goiás 1 X 1 Guarani           | Terceira Fase    |
| 22      | 08/07/1978 | Guarani 2 X 1 Santos          | Terceira Fase    |
| 23      | 12/07/1978 | Guarani 1 X 0 Botafogo (PB)   | Terceira Fase    |
| 24      | 16/07/1978 | Guarani 3 X 0 Goytacaz        | Terceira Fase    |
| 25      | 19/07/1978 | Guarani 1 X 0 Botafogo (SP)   | Terceira Fase    |
| 26      | 23/07/1978 | Londrina 0 X 1 Guarani        | Terceira Fase    |
| 27      | 27/07/1978 | Sport 0 X 2 Guarani           | Quartas-de-final |
| 28      | 30/07/1978 | Guarani 4 X 0 Sport           | Quartas-de-final |
| 29      | 02/08/1978 | Guarani 2 X 0 Vasco da Gama   | Semifinal        |
| 30      | 06/08/1978 | Vasco da Gama 1 X 2 Guarani   | Semifinal        |
| 31      | 10/08/1978 | Palmeiras 0 X 1 Guarani       | FINAL            |
| 32      | 13/08/1978 | Guarani 1 X 0 Palmeiras       | FINAL            |

Fonte Jogos do Guarani.